# Citroën M35
O Citroën M35 era um cupê derivado do Citroën Ami 8 e equipado com motor Wankel e suspensão hidropneumática. As carroçarias dos M35 foram produzidas por Heuliez desde 1969 até 1971.
O motor rotativo montado longitudinalmente tinha 995 cc e 49 CV de potência.
Podia acelerar de 0-62 mph (100 km/h) em 19 segundos (10 segundos mais rápido que um Ami 8) e atingir uma velocidade máxima de cerca de 90 mph (144 km/h).
Somente foram produzidas 267 unidades do M35, embora algumas fontes afirmem que foram fabricados 473 carros. Mais do 80% dos M35 foram devolvidos pelos clientes para desmontagem. Estima-se que apenas vinte deles sobreviveram.